# The Wishing Ring: An Idyll of Old England
The Wishing Ring: An Idyll of Old England er en amerikansk stumfilm fra 1914 af Maurice Tourneur.

## Medvirkende
- Vivian Martin - Sally
- Alec B. Francis
- Chester Barnett
- Gyp Williams
- Simeon Wiltsie